# Astronomieprogramm
Als Astronomieprogramme werden Computerprogramme bezeichnet, die es dem Benutzer ermöglichen, den Sternenhimmel naturgetreu darzustellen und die Bewegungen der Himmelskörper (Sterne, Planeten, Mond usw.) nachzuvollziehen.

## Allgemeines
Ähnlich wie im Planetarium wird der Sternhimmel auf dem Monitor angezeigt, um ihn virtuell beobachten zu können. Ort, Datum und Zeit sind im Allgemeinen frei wählbar und erlauben, die Richtungen, Auf- und Untergänge von Gestirnen zu bestimmen sowie verschiedene Konstellationen zu simulieren (Konjunktionen, Oppositionen, Mondphasen, Kometen, Finsternisse).
Einige Programme stellen Himmelsausschnitte oder Sternkarten in unterschiedlich wählbaren Projektionen dar, auch in Animationen oder erlauben die Ausgabe von tabellarisch berechneten Daten, wie zum Beispiel die Ephemeriden von Planeten für eine wählbare Dauer und Frequenz.
Einige Programme unterstützen auch die Steuerung von Teleskopen, andere erlauben, virtuelle Reisen ins Planetensystem und ins fernere Weltall zu unternehmen.
Ferner bietet die mitgelieferte Dokumentation meist einen ausführlichen Einstieg in die Themenbereiche der beobachtenden Astronomie und Himmelsmechanik.
Andere Astronomieprogramme erstellen auf Grundlage ihres mitgebrachten Datenbestandes Statistiken und präsentieren dem Benutzer die schönsten und außergewöhnlichsten Objekte (z. B. mit Text und Bild). Einige bringen auch eine Formelsammlung mit, während andere dem Benutzer die Kriterien für das Entstehen von Leben vermitteln.
Diese Art von Astronomiesoftware spricht vor allem die theoretisch interessierten (Hobby-)Astronomen an.

## Liste
| Name                      | Lizenz               | Bemerkungen                                                                                    |
| ------------------------- | -------------------- | ---------------------------------------------------------------------------------------------- |
| Celestia                  | Freie Software (GPL) | Aktuelle Version: 1.6.1 (10. Juni 2011). Betriebssysteme: Linux, FreeBSD, macOS, Windows.      |
| KStars                    | Freie Software       |                                                                                                |
| Sky Charts                | Freie Software       |                                                                                                |
| Stellarium                | Freie Software       | Aktuelle Version: 0.21.2 (27. September 2021). Betriebssysteme: Windows, macOS, Unix-Derivate. |
| Asynx Planetarium         | Freeware             | letzte Version v2.73 von 2014                                                                  |
| Home Planet               | Freeware             |                                                                                                |
| Google Sky                | Freeware             |                                                                                                |
| HNSKY                     | Freeware             |                                                                                                |
| Das Planetarium 1900–2100 | Freeware             |                                                                                                |
| WinStars                  | Freeware             |                                                                                                |
| iHubelmatt                | Freeware             | [ 2 ]                                                                                          |
| Planetensuche             | Freeware             | [ 3 ]                                                                                          |
| Space Engine              | kostenpflichtig      | Version 0.9.8.0 und 0.9.7.1 sind noch als Freeware erhältlich.                                 |
| 3 D-Atlas des Universums  | kostenpflichtig      |                                                                                                |
| CyberSky                  | kostenpflichtig      |                                                                                                |
| DeepSky                   | kostenpflichtig      |                                                                                                |
| RedShift                  | kostenpflichtig      |                                                                                                |
| Starry Night              | kostenpflichtig      |                                                                                                |
| TheSky                    | kostenpflichtig      |                                                                                                |
| Universe Sandbox          | kostenpflichtig      |                                                                                                |
| XEphem                    | kostenpflichtig      |                                                                                                |
| Guide Astronomy Program   |                      |                                                                                                |
| Skyglobe                  | Abandonware          | Letzte Version: 4.0 (Juli 1994). Betriebssysteme: MS-DOS, Windows 3.1, Windows 95.             |
| Uraniastar                | Abandonware          | Verfügbar als Virtuelle Maschine (QEMU mit FreeDOS)                                            |
| Sirius                    |                      | Data Becker, 1993                                                                              |
| astroNovum                |                      |                                                                                                |
| Voyager                   |                      |                                                                                                |
| Exo-DB 2                  |                      | eingestellt                                                                                    |

## Sternkarten online
Webseiten, auf denen interaktive Astronomieprogramme laufen:
- Planeten und Sternbilder am Sternenhimmel finden – AstroViewer-Sternenkarte. In: astroviewer.net.
- Sky View Café. In: skyviewcafe.com. (englisch).
- Damit du den Nachthimmel kennst. Online-Planetarium CalSky.